# ケビン辻原
ケビン・ケン・ツジハラ（Kevin Ken Tsujihara、日本名：辻原 賢〈つじはら けん〉、1964年10月25日 - ）は、アメリカ合衆国の実業家である。2013年3月よりバリー・マイヤーに代わってワーナー・ブラザース・エンターテイメントの会長兼CEOを務めており、アジア系アメリカ人として初めてのハリウッドのメジャースタジオCEOとして知られている。

## 生い立ちと学歴
カリフォルニア州ペタルーマで日系アメリカ人三世として生まれる。両親はサンフランシスコ・ベイエリアの多くの市場に卵を出荷するエンパイア・エッグ・カンパニーの経営者である。南カリフォルニア大学卒業後にスタンフォード大学でMBAを取得し、税対策ウェブサイトのQuickTax Inc.を立ち上げた。

## キャリア
1994年にワーナー・ブラザース・エンターテイメントに入社し、テーマパークのシックス・フラッグスの事業に携わった。ワーナー・ブラザースで彼は事業開発とオンラインコンテンツに焦点を当て、2005年にホームエンターテインメント部門の社長に就任するとホームビデオ、オンライン配信、ビデオゲームに力を入れた。
2013年1月、同年3月1日よりバリー・マイヤーに代わってワーナー・ブラザースの新たな最高経営責任者に就任することが発表された。ハリウッドのメジャースタジオでアジア系アメリカ人がCEOに就任するのはツジハラが史上初である。

## 私生活
既婚者であり、子供が2人いる。